# Modus (statistiek)

Figuur 1: Kansdichtheden van de normale verdeling, voorbeelden van unimodale verdelingen

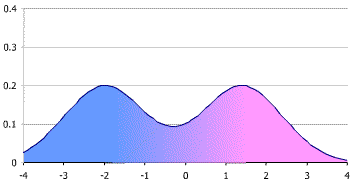
Figuur 2: Bimodale verdeling

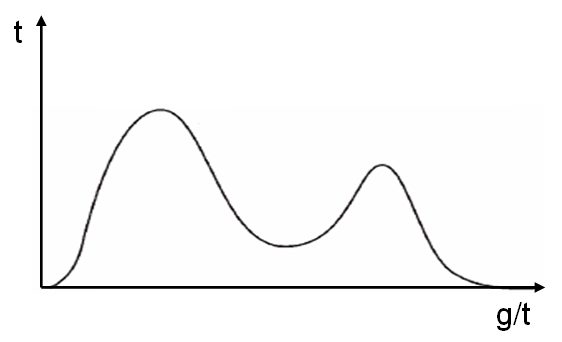
Figuur 3: Een verdeling die, hoewel strikt unimodaal, gewoonlijk wordt aangeduid als bimodaal

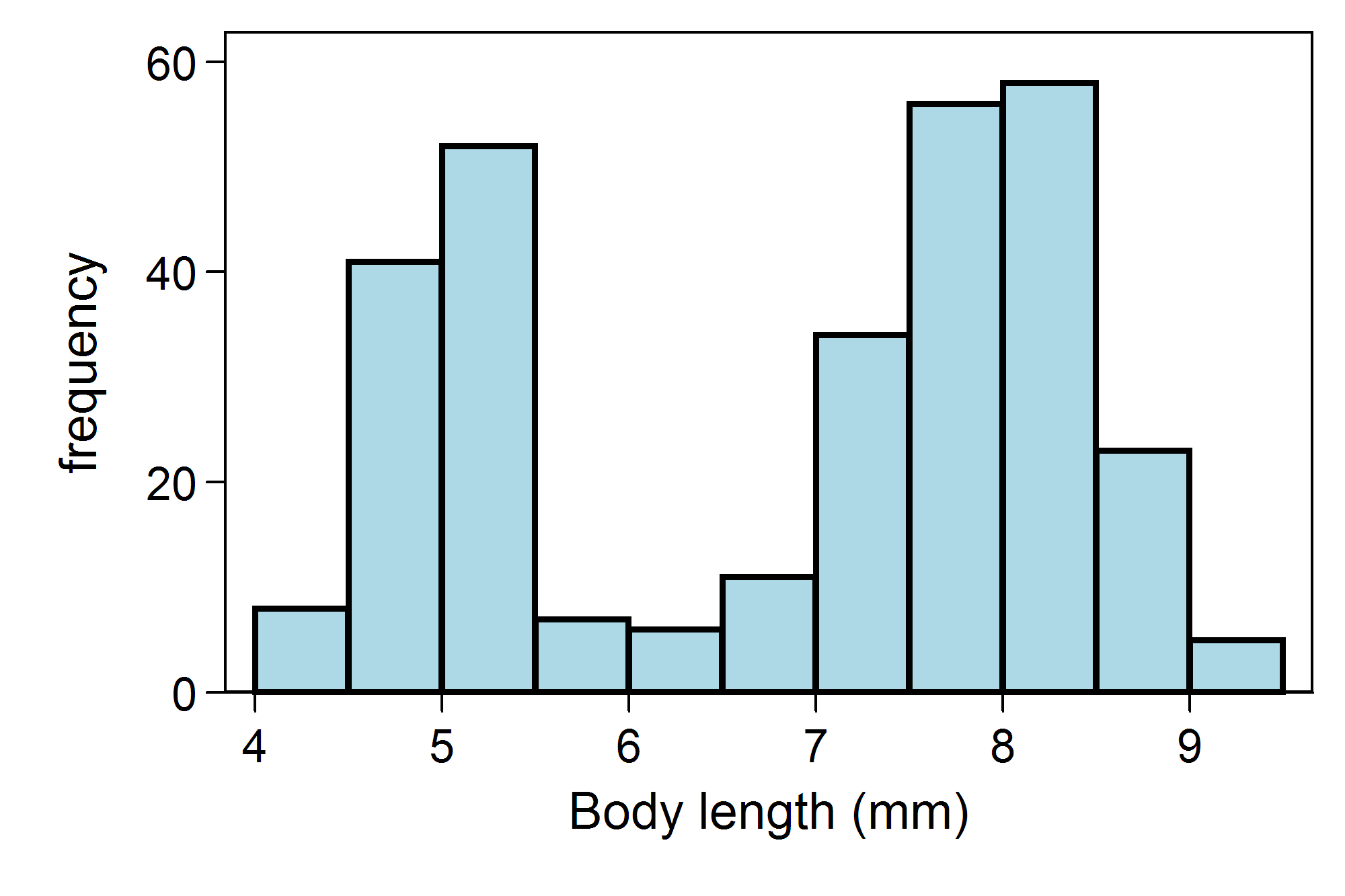
Figuur 4. Bimodaal histogram van de lichaamslengten van 300 wevermieren

De modus is voor een frequentieverdeling de waarde of waarnemingsklasse met de grootste frequentie, of anders gezegd, de waarde of klasse die het meest voorkomt. De twee andere meest gebruikte centrale waarden of centrummaten zijn de mediaan en het rekenkundig gemiddelde. De modus is ook voor een kansverdeling gedefinieerd, dus voor een kansfunctie of kansdichtheid en wel als de waarde met de grootste kans of kansdichtheid. 
Heeft een verdeling een, twee of meer modi, dan noemt men de verdeling unimodaal, bimodaal of multimodaal.
De modus is zinvol wanneer de meet- of waarnemingsresultaten om een centrale waarde verspreid liggen. Bij een symmetrische verdeling ligt de modus dicht bij het gemiddelde en de mediaan, bij een scheve verdeling niet.
Het voordeel van de modus ten opzichte van het rekenkundige gemiddelde is dat de modus ook bij ordinale en zelfs nominale verdelingen kan worden gebruikt en over het algemeen iets eenvoudiger is te bepalen.

## Voorbeelden
- De modus in de verdeling van een bepaalde grootheid wordt ook aangeduid als de 'modale grootheid'. Zo wordt de modus in de inkomensverdeling het modale inkomen genoemd.
- Een klas van vijftien leerlingen doet een proefwerk. De cijfers zijn: 4, 5, 6, 6, 6, 6, 6, 7, 7, 7, 7, 8, 8, 8, 8. Het cijfer 6 komt het meest voor, vijf keer, dus is 6 de modus. De mediaan is 7 en het gemiddelde 6,6.
- Van een bak met vijftien gekleurde ballen worden alle ballen gesorteerd en geteld:  rood, geel, groen, groen, groen, groen, groen, blauw, blauw, blauw, blauw, wit, wit, wit, wit. De kleur groen is hier de modus of modale kleur en komt 5 keer voor. Van een mediaan en gemiddelde is in dit geval geen sprake.

## Unimodale verdeling
Een unimodale kansverdeling is een kansverdeling die maar één modus heeft. De bijbehorende kansfunctie in geval van een discrete verdeling of de kansdichtheid bij een continue verdeling heeft maar een globaal maximum.
Voorbeelden van unimodale continue verdelingen zijn de normale verdeling, de cauchy-verdeling, de t-verdeling, de chi-kwadraatverdeling en de exponentiële verdeling. Onder de discrete verdelingen worden de binomiale verdeling en de poissonverdeling als unimodaal beschouwd, hoewel voor sommige waarden van de parameters twee aangrenzende waarden dezelfde kans kunnen hebben.
Figuur 2 toont de kansdichtheid van een bimodale verdeling. De verdeling heeft twee waarden, waarvoor de kansdichtheid maximaal is en even groot.
Figuur 3 toont een verdeling met één globaal maximum, die dus strikt genomen unimodaal is, maar het is gebruikelijk alle lokale maxima als modi van een verdeling te beschouwen. Als een kansfunctie of kansdichtheid meer dan een lokaal maximum heeft, wordt deze verdeling daarom als multimodaal aangeduid. Onder deze ruimere definitie illustreert de figuur een bimodale verdeling.

## Bi- en multimodale verdelingen
Een multimodale verdeling is een continue kansverdeling waarvan de dichtheid meer dan een maximum heeft. Ieder van de waarden waarvoor de dichtheid lokaal maximaal is, wordt als modus van de verdeling beschouwd. Zijn er twee modi, dan spreekt men van een bimodale verdeling.
Het histogram van figuur 4 toont duidelijk twee modi. Dat doet vermoeden dat de populatie wevermieren uit twee verschillende deelpopulaties bestaat.